# 新井見枝香
新井 見枝香（あらい みえか、1980年7月24日 - ）は、かつて三省堂書店、2019年5月より「HMV&BOOKS HIBIYA COTTAGE」に勤務していたカリスマ書店員。エッセイスト。ストリッパー。
文学賞の「新井賞」を主催。

## 経歴
東京都台東区根岸出身。地元の小学校を経て東邦音楽大学附属東邦中学校・高等学校に入学した。14歳でGLAYをテレビで見てからロックバンドが好きになり、ライブに足を運ぶようになった。内部進学した東邦音楽大学（ホルン専攻）在学中には自らバンドを結成しその活動に夢中になり大学を中退。アイスクリーム店など様々なアルバイトを経て、28歳のときに三省堂書店有楽町店のアルバイト店員となる。その後契約社員を経て正社員登用されると、「新井賞」を創設したほか、「新井ナイト」と称したトークイベントを開催するようになる。2015年7月には新たにオープンした池袋本店にイベント担当として移籍。その後営業本部、神保町本店に異動し2019年4月に退社。カリスマ書店員・花田菜々子の誘いを受け、5月にHMV&BOOKS HIBIYA COTTAGEに入社。
2018年6月、桜木紫乃からの誘いでストリップ劇場・シアター上野に行ったことをきっかけにそれにハマり、2020年2月、福井県にある劇場芦原ミュージック(福井県あわら市)で自らも踊り子デビュー。
2022年2月にHMV&BOOKS HIBIYA COTTAGE閉店に伴い、2022年10月現在渋谷店に勤務している。その後退社。

## 新井賞
新井が個人的に推したいと選定した本に贈られ、直木賞・芥川賞発表の同日の夜に発表される。直木賞受賞作より売上が伸びた例もあり、発表時にメディアで記事が出ることもある。ジャンルが小説に限らない、国内の作品に限らない、ということが特徴である。2020年の第13回を最後に発表が無かったが、第1回受賞者の千早茜が直木賞を受賞した2023年1月19日に新井賞の終了を発表した。
以下は過去の受賞作の一覧。
- 第1回（2014年度上半期）- 千早茜『男ともだち』文藝春秋。ISBN　978-4-16-390066-7（⇒のち文春文庫。ISBN　978-4-16-790807-2）
- 第2回（2014年度下半期）- 早見和真『イノセント・デイズ』新潮社。ISBN　978-4-10-336151-0（⇒のち新潮文庫。ISBN　978-4-10-120691-2）
- 第3回（2015年度上半期）- 辻村深月『朝が来る』文藝春秋。ISBN　978-4-16-390273-9（⇒のち文春文庫。ISBN　978-4-16-799133-3）
- 第4回（2015年度下半期）- 角田光代『坂の途中の家』朝日新聞出版。ISBN　978-4-02-251345-8（⇒のち朝日文庫。ISBN　978-4-02-264908-9）
- 第5回（2016年度上半期）- 彩瀬まる『やがて海へと届く』講談社。ISBN　978-4-06-219925-4（⇒のち講談社文庫。ISBN　978-4-06-514528-9）
- 第6回（2017年度上半期）- 芦沢央『貘の耳たぶ』幻冬舎。ISBN　978-4-344-03099-2（⇒のち幻冬舎文庫。ISBN　978-4-344-42939-0）
- 第7回（2017年度下半期）- 桜木紫乃『砂上』KADOKAWA。ISBN　978-4-04-104600-5（⇒のち角川文庫。ISBN　978-4-04-109597-3）
- 第8回（2018年度上半期）- 三浦しをん『ののはな通信』KADOKAWA。ISBN　978-4-04-101980-1（⇒のち角川文庫。ISBN　978-4-04-111067-6）
- 第9回（2018年度下半期）- はるな檸檬『ダルちゃん』小学館。1巻（ISBN　978-4-09-179268-6）・2巻（ISBN　978-4-09-179269-3）
- 第10回（2019年度上半期）- レティシア・コロンバニ（フランス語版）『三つ編み』（齋藤可津子訳）早川書房。ISBN　978-4-15-209855-9
- 第11回（2019年度下半期）- 小川糸『ライオンのおやつ』ポプラ社。ISBN　978-4-591-16002-2（⇒ポプラ文庫。ISBN　978-4-591-17506-4）
- 第12回（2020年度上半期）- レティシア・コロンバニ（齋藤可津子訳）『彼女たちの部屋』早川書房。ISBN　978-4-15-209938-9
- 第13回（2020年度下半期）- 桜木紫乃『俺と師匠とブルーボーイとストリッパー』KADOKAWA。ISBN　978-4-04-111112-3（⇒のち角川文庫。ISBN　978-4-04-114100-7）

## 著作

### 単著
- 『探してるものはそう遠くはないのかもしれない』（秀和システム、2017年12月。ISBN 978-4-79-805344-8）
- 『本屋の新井』（講談社、2018年10月。ISBN 978-4-06-513413-9）
  - 『本屋の新井』講談社文庫、2021年9月。ISBN　978-4-06-524970-3
- 『この世界は思ってたほどうまくいかないみたいだ』（秀和システム、2019年2月。ISBN 978-4-79-805597-8）[10]
- 『きれいな言葉より素直な叫び』（講談社、2023年1月。ISBN　978-4-06-529615-8）

### 共著
- 『胃が合うふたり』千早茜との共著（新潮社、2021年。ISBN　978-4-10-334193-2）

## 出演

### テレビ番組
- セブンルール（カンテレ制作フジテレビ系列、2018年1月30日放送）[11]

### ラジオ番組
- 高田文夫のラジオビバリー昼ズ（ニッポン放送、2019年1月9日）[12]
- 書店員・新井のラジオ（ニッポン放送、2019年3月10日）[13]
- すっぴん!（NHKラジオ第一、2018年12月7日）